# В ім'я короля: Історія облоги підземелля
«В ім'я короля: Історія облоги підземелля» (англ. In the Name of the King: A Dungeon Siege Tale) — німецько-канадсько-американський фантастичний бойовик режисера Уве Болла з Джейсоном Стейтемом, Клер Форлані, Лілі Собескі, Джоном Рісом-Девісом, Роном Перлманом і Реєм Ліоттою у головних ролях. Фільм створений на основі серії відеоігор «Dungeon Siege». Англомовний фільм був міжнародною (Німеччина, США та Канада) копродукцією, яка знімалася у Канаді. Прем'єра відбулася на Брюссельському фестивалі фантастичних фільмів у квітні 2007 року та вийшов у світовий прокат у листопаді 2007 року.

## Сюжет
Багато років тому у попередній війні, що стосувалася Королівства Еба, містечко Стоунбрідж усиновило хлопчика-сироту, який виріс сильною та працелюбною людиною на прізвисько Фермер. Коли його дружина Солана та їхній малолітній син їдуть в Стоунбрідж, щоб продати врожай, їх ферма і саме містечко піддаються нападу нелюдських істот під назвою краги. Разом зі своїм старим другом Норіком Фермер поспішає в Стоунбрідж, але було вже занадто пізно. Краги вбивають сина Фермера і викрадають Солану. Король Конрейд, правитель Еби, почувши про наїзди крагів, оголошує загальний заклик, але Фермер, Норік і Бастіан, шурин Фермера, відмовляються вступати в королівську гвардію і вирішують втрьох визволити Солану. Королівський маг Мерік дізнається, що крагами управляє колишній маг Галліано, який вирішив захопити королівство для себе. Для цього Галліано спокушає дочку Меріке Муріеллу, потайки «висмоктуючи» її магічні здібності, які ще не проявилися. Також одним із союзників Галліана є племінник Конрейда герцог Фоллов, який не бажає чекати природної смерті бездітного короля, щоб роздобути трон.
І Мерік, і Галліано відчувають щось незвичайне в Фермері, але не можуть зрозуміти, в чому справа. Фоллов вимагає, щоб Галліано швидше здійснив свої плани, і чаклун отруює короля, хоча Меріку і вдається його врятувати. Мерік також дізнається про зраду доньки, хоча Муріелла не знала про план Галліана харчуватися магією її сім'ї. Фоллов, побоюючись відплати, тікає з замку і забирає з собою основну частину королівської гвардії. Пізніше він дізнається, що король живий і війська герцога залишають його.
Водночас Фермер, Норік і Бастіан подорожують через ліс, але потрапляють в полон до Елора та його лісових жінок, які не терплять мандрівників. Фермер переконує їх дати їм пройти до земель крагів. Але, намагаючись визволити Солану і інших бранців, Норік і Бастіан самі потрапляють в полон, а аватар Галліана готується стратити Фермера. Фермеру вдається звільнитися і його рятує Мерік, який забирає його в польовий королівський намет. Там Мерік розкриває Конрейду і Фермеру правду про останнього. Виявляється, Фермер — син Конрейда, якого всі вважали загиблим, і справжній спадкоємець трону. Фермер відмовляється прийняти правду і йде, все ще сподіваючись визволити дружину, але врешті-решт погоджується брати участь в майбутньому бою з крагами. Під час битви люди зазнають великих втрат, але змушують крагів відступити. Фоллову вдається вразити короля стрілою в груди. Конрейду вдається поговорити перед смертю з сином, який погоджується стати його спадкоємцем.
Муріелла, бажаючи спокутувати свою провину, одягається в обладунки та скаче за армією Еби. У лісі вона зустрічає Фоллова, якого потім знешкоджують лісові жінки та віддають Муріеллі. Вона відвозить його в табір королівських військ, де Таріш, головнокомандувач гвардії, викликає його на дуель. Під час поєдинку Мерік оголошує про смерть улюбленого короля і про схід на престол Фермера. Фоллова заарештовують і відводять (в альтернативній сцені Таріш убиває Фоллова за зраду). Тим часом Норік і Бастіан намагаються звільнити полонених. Їм це вдається ціною життя Норіка. Вони незабаром знову потрапляють в полон, але Галліано дізнається, що Солана є дружиною Фермера. Більш того, вона вагітна сином нового короля Еби. Він вирішує використовувати її в ролі приманки.
Фермер вирішує штурмувати фортецю Галліана, але Мерік попереджає, що крагів занадто багато, та й сама фортеця майже неприступна, бо була побудована магами. Натомість він пропонує відвернути увагу Галліана боєм, і в цей час пробратися у фортецю невеликим загоном. Фермер, Мерік і Муріелла вирушають в похід. До них приєднується Елора, яка розуміє, що Галліано загрожує всьому живому. Гвардія Еби і полчища крагів стикаються в великій битві. Мерік телепортується в лігво Галліана і починає з ним магічний поєдинок.
Елора допомагає Фермеру потрапити всередину фортеці. Галліано виявляється дуже сильним для Меріка і смертельно ранить похилого мага. Мерік волає до своєї дочки, і Муріелла, сама того не знаючи, телепортується до батька. Побачивши це, Мерік усвідомлює, що Муріелла теж є магом і віддає їй залишки своїх сил. Фермер вривається в бібліотеку Галліана і викликає його на дуель. Попри те, що він є досвідченим бійцем, Фермер не може протистояти магії Галліана, але незабаром йому на допомогу приходить Муріелла. Вона нейтралізує сили Галліана; і Фермеру, і Солани вдається помститися йому за вбивство сина. Краги раптово зупиняються і, знову ставши дурними звірами, тікають від людей.

## У ролях
| Актор           | Роль                    |
| --------------- | ----------------------- |
| Джейсон Стейтем | Камден Конрейд / Фермер |
| Лілі Собескі    | Муріелла                |
| Джон Ріс-Девіс  | Мерік                   |
| Рон Перлман     | Норік                   |
| Клер Форлані    | Солана                  |
| Крістанна Локен | Елора                   |
| Меттью Ліллард  | Дюк Фоллов              |
| Рей Ліотта      | Галліан                 |
| Берт Рейнольдс  | король Конрейд          |
| Браян Вайт      | командир Таріш          |
| Майк Допуд      | генерал Баклер          |
| Вілл Сандерсон  | Басстіан                |
| Теренс Келлі    | Трумен                  |
| Таня Солньє     | Талвін                  |
| Габріель Роуз   | Делінда                 |
| Майкл Еклунд    | Скаут                   |
| Колін Форд      | Зеф                     |
| Деррен Шахлаві  | хранитель воріт         |

## Виробництво
Виробничий бюджет склав 60 мільйонів доларів, що робить його на сьогодні найдорожчим фільмом у кар'єрі Уве Болла.

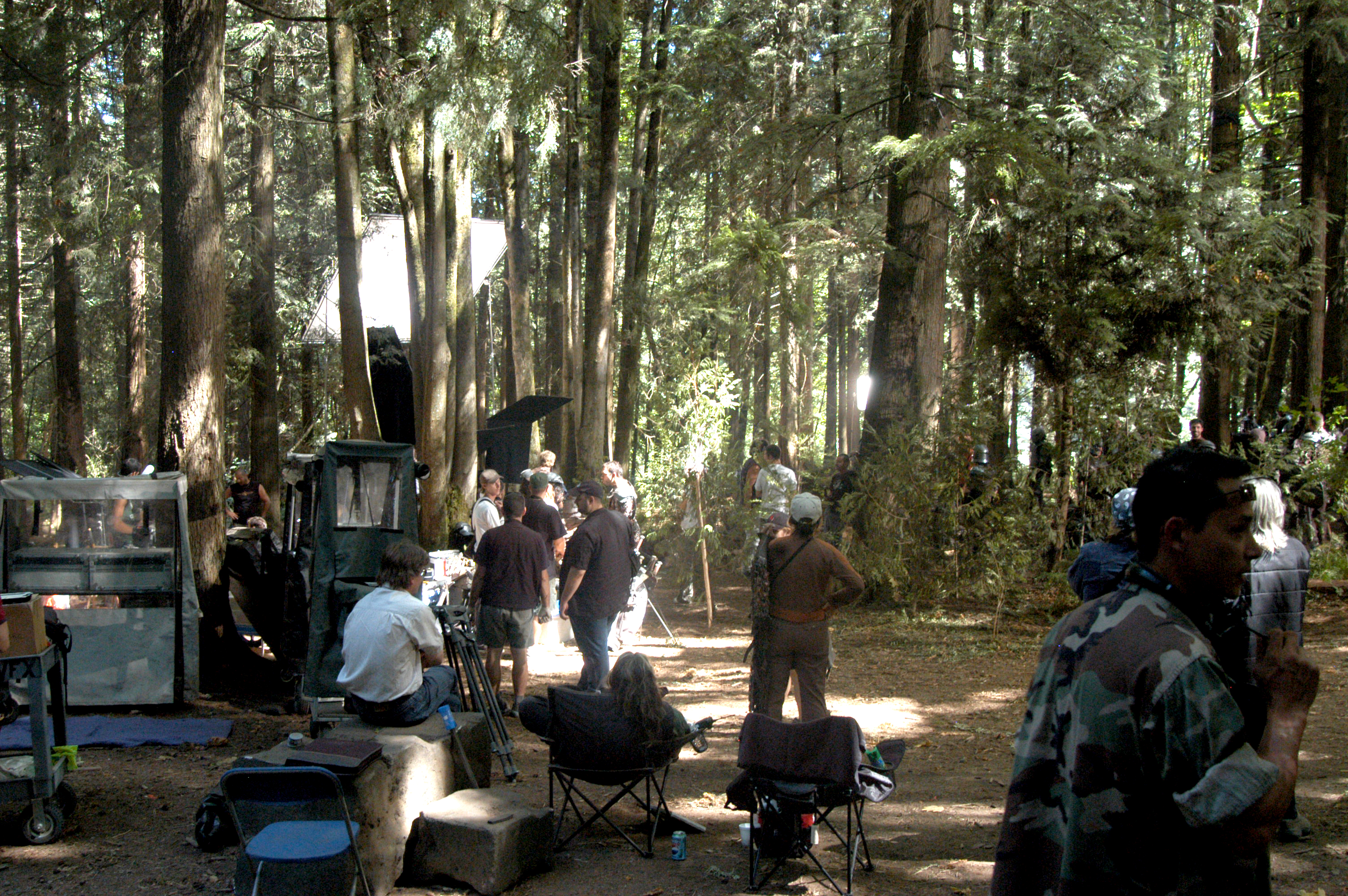
Частини фільму були зняті в парку Роберта Бернабі

Болл сказав, що через тривалість матеріалу будуть випускатися дві версії. Перша триватиме 127 хвилин і буде фільмом, створеним для релізу в кінотеатрах. Друга, режисерська версія, буде зроблена для DVD, тривалістю приблизно 156 хвилин.
Фільм знімали біля муніципалітету Суке, найзахіднішого району Великої Вікторії, столичного регіонального округу (СРО), Британська Колумбія. У знімальний процес були залучені місцеві жителі та індіанці Канади.
Візуальні ефекти були додані в постпродукцію. Були залучені компанії Elektrofilm, Frantic Films, Orphanage, PICTORION das werk, Rocket Science VFX, Technicolor Creative Services, TVT postproduction та upstart! Animation.

## Саундтрек
Німецький павел-метал гурт «Blind Guardian» записав головну тему фільму «Skalds and Shadows». Британська прогресивний метал гурт «Threshold» додав пісню «Pilot in the Sky of Dreams» з їхнього альбому «Dead Reckoning». Шведський павел-метал гурт «HammerFall» також додав трек «The Fire Burns Forever». Вольфганг Герольд був виконавчим продюсером саундтреків.

## Сприйняття

### Касові збори
Стрічка «В ім'я короля: Історія облоги підземелля» стала касовим провалом, вона отримала $2,98 мільйона у перші дні прокату в США, не потрапивши до десятки фільмів тижня. Фільм заробив $10,3 мільйона у всьому світі, зокрема $2,47 мільйона у Німеччині, $1,39 мільйона у Росії та $1,22 мільйона доларів в Іспанії. Після цього Уве Болл оголосив, що це буде його перший і останній фільм з великим бюджетом.

### Критика
Фільм різко розкритикували. На вебсайті Rotten Tomatoes стрічка має рейтинг 4 %: «Гнилий помідор», оснований на 50 оглядах, з консенсусом: «В основному представлені дерев'яна акторська гра, смішні діалоги та шалена ціна виробництва, „В ім'я короля“ виконує всі очікування від фільму Уве Болла». Фільм також потрапив у список 100 найгірших рецензованих фільмів 2000-х років, а в 2008 році «Time» зарахував цей фільм до їхнього десятка найгірших фільмів, знятих на основі відеоігор. На Metacritic фільм має середній бал 15 із 100, ґрунтуючись на 11 відгуках, що свідчить про «переважну неприязнь». Багато критиків нападають через близьку схожість кінокартини з іншими фантастичними фільмами, особливо з популярною трилогією «Володар перснів».
Фільм був номінований на п'ять нагород кінопремії «Золота малина», зокрема «Найгірший фільм», «Найгірший сценарій», «Найгірший актор другого плану» (Берт Рейнольдс) та «Найгірша акторка другого плану» (Лілі Собескі), а Уве Болл став найгіршим режисером.

### Номінації та нагороди
| Нагороди та номінації фільму «В ім'я короля: Історія облоги підземелля» | Нагороди та номінації фільму «В ім'я короля: Історія облоги підземелля» | Нагороди та номінації фільму «В ім'я короля: Історія облоги підземелля»     | Нагороди та номінації фільму «В ім'я короля: Історія облоги підземелля» | Нагороди та номінації фільму «В ім'я короля: Історія облоги підземелля» | Нагороди та номінації фільму «В ім'я короля: Історія облоги підземелля» |
| Рік                                                                     | Кінофестиваль/кінопремія                                                | Категорія/нагорода                                                          | Номінант                                                                | Результат                                                               |                                                                         |
| ----------------------------------------------------------------------- | ----------------------------------------------------------------------- | --------------------------------------------------------------------------- | ----------------------------------------------------------------------- | ----------------------------------------------------------------------- | ----------------------------------------------------------------------- |
| 2008                                                                    | Leo Awards                                                              | Найкращий дизайн костюмів у повнометржному драматичному фільмі              | Карла Гетланд, Тоні Берроуз-Руттер                                      | Перемога                                                                |                                                                         |
| 2008                                                                    | Leo Awards                                                              | Найкращо робота художника-постановника у повнометржному драматичному фільмі | Джеймс Стюарт                                                           | Перемога                                                                |                                                                         |
| 2008                                                                    | Leo Awards                                                              | Найгірший монтаж у повнометржному драматичному фільмі                       | Девід М. Річардсон, Пол Классен, Грейс Юен                              | Номінація                                                               |                                                                         |
| 2009                                                                    | «Золота малина»                                                         | Найгірший режисер                                                           | Уве Болл                                                                | Перемога                                                                |                                                                         |
| 2009                                                                    | «Золота малина»                                                         | Найгірший фільм                                                             | «В ім'я короля: Історія облоги підземелля»                              | Номінація                                                               |                                                                         |
| 2009                                                                    | «Золота малина»                                                         | Найгірша акторка другого плану                                              | Лілі Собескі                                                            | Номінація                                                               |                                                                         |
| 2009                                                                    | «Золота малина»                                                         | Найгірший актор другого плану                                               | Берт Рейнольдс                                                          | Номінація                                                               |                                                                         |
| 2009                                                                    | «Золота малина»                                                         | Найгірший сценарій                                                          | Даг Тейлор                                                              | Номінація                                                               |                                                                         |

## Продовження
Попри провал першого фільму Болл зняв продовження під назвою «В ім'я короля 2: Два світи». Знімання фільму розпочали 1 грудня 2010 року, а вийшов у 2011 році. Головні ролі виконали Дольф Лундгрен та Натассія Мальті.
Третій фільм «В ім'я короля 3: Остання місія» був знятий у 2013 році, але не вийшов у прокат до 2014 року. У фільмі знявся Домінік Перселл, а Болл повернувся до режисури.

## Домашній випуск
DVD, який вийшов 15 квітня 2008 року, не містить 156-хвилинної версії. Але ця версія потрапила на Blu-ray, який вийшов у грудні 2008 року. Всього було продано 813 147 екземплярів, зібравши 14 865 984 доларів, що перевищує суму касових зборів.